# Otto Wilhelm Thomé
Otto Wilhelm Thomé (* 22. März 1840 in Köln; † 26. Juni 1925 ebenda) war ein deutscher Botaniker, Illustrator und Pädagoge. Sein offizielles botanisches Autorenkürzel lautet „Thomé“.

## Leben und Werk
Otto Wilhelm Thomé wurde am 13. Dezember 1862 in Bonn mit einer Dissertation über den Wasserschierling promoviert. Am 18. Oktober 1872 wurde ihm die Kriegsgedenkmünze aus Stahl für die Pflege Verwundeter des Deutsch-Französischen Krieges 1870–1871 verliehen. Am 27. Juli 1876 wurde er zum Rektor der Bürgerschule in Viersen berufen und am 1. April 1880 zum Rektor der höheren Bürgerschule in Köln (Spiesergasse). Die Ernennung zum Professor erfolgte am 16. September 1882. Aus der höheren Bürgerschule Köln gingen später das Albertus-Magnus-Gymnasium Köln, das Hansagymnasium Köln, das Gymnasium Kreuzgasse und die Handelshochschule Köln hervor. Thomé, wie auch die gesamte Handelshochschule, waren Mitglieder der Kölner Abteilung der Deutschen Kolonialgesellschaft.
Auf Initiative von Otto Wilhelm Thomé wurde 1887 ein Botanischer Garten am Vorgebirgstor in Köln gegründet. Der Botanische Garten am Vorgebirgstor lieferte 1912 mit einer Fläche von 1,5 ha rund 1.400.000 Pflanzen für den Schulunterricht an Kölner Schulen.
Der wegen des Ausbaus des Güterbahnhofs Bonntor seit 1910 stark verkleinerte Botanische Garten wurde 1914 am Gelände der Kölner Flora neu eröffnet.
Am 18. Januar 1895 wurde Thomé mit dem Roten Adler-Orden 4. Klasse ausgezeichnet, und am 15. Januar 1898 wurde ihm die Erinnerungs-Medaille zum 100.-Geburtstag Kaiser Wilhelm I. verliehen. 
Nach über 30-jähriger Tätigkeit im Schuldienst wurde Otto Wilhelm Thomé am 30. November 1909 in den Ruhestand verabschiedet und am 2. Februar 1910 zum Geheimen Regierungsrat ernannt. 
Im 1. Weltkrieg erhielt er am 11. April 1917 das Verdienstkreuz für Kriegshilfe.
Thomé starb 1925 im Alter von 85 Jahren in seiner Kölner Wohnung. Er wurde auf dem Kölner Melaten-Friedhof in der Grabstätte seiner Ehefrau Adele geb. Heimann (1846–1905) beigesetzt.
Thomé wurde vor allem durch seine Sammlung botanischer Zeichnungen Flora von Deutschland, Österreich und der Schweiz in Wort und Bild für Schule und Haus bekannt. Das Werk umfasst 700 Illustrationen und wurde erstmals in 1885 in Gera veröffentlicht und auf der Internationalen Gartenbau-Ausstellung 1888 in Köln mit einer Goldmedaille prämiert.

### Ausgewählte Zeichnungen

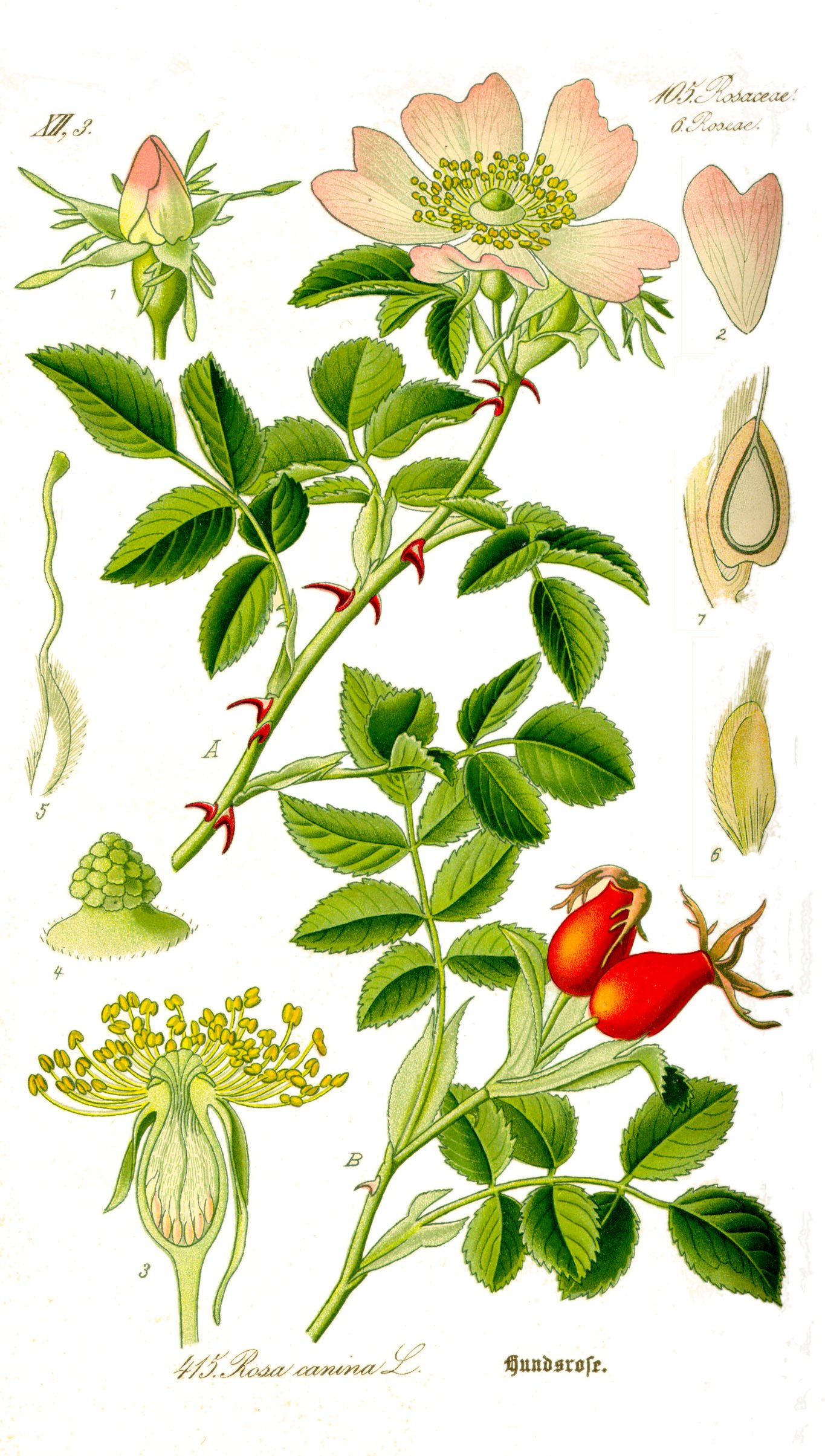
Hundsrose (Rosa canina L.)
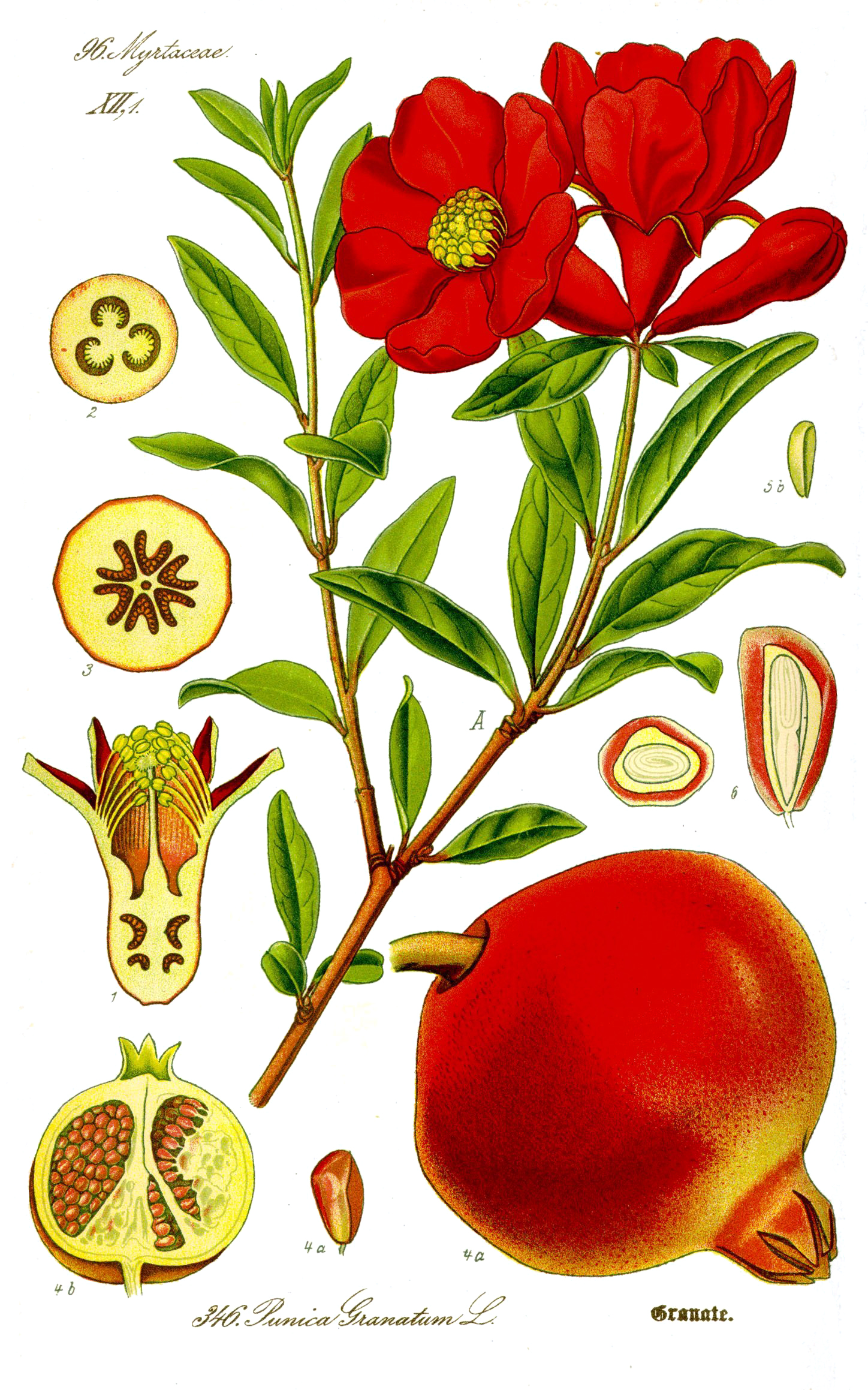
Granatapfel (Punica granatum L.)
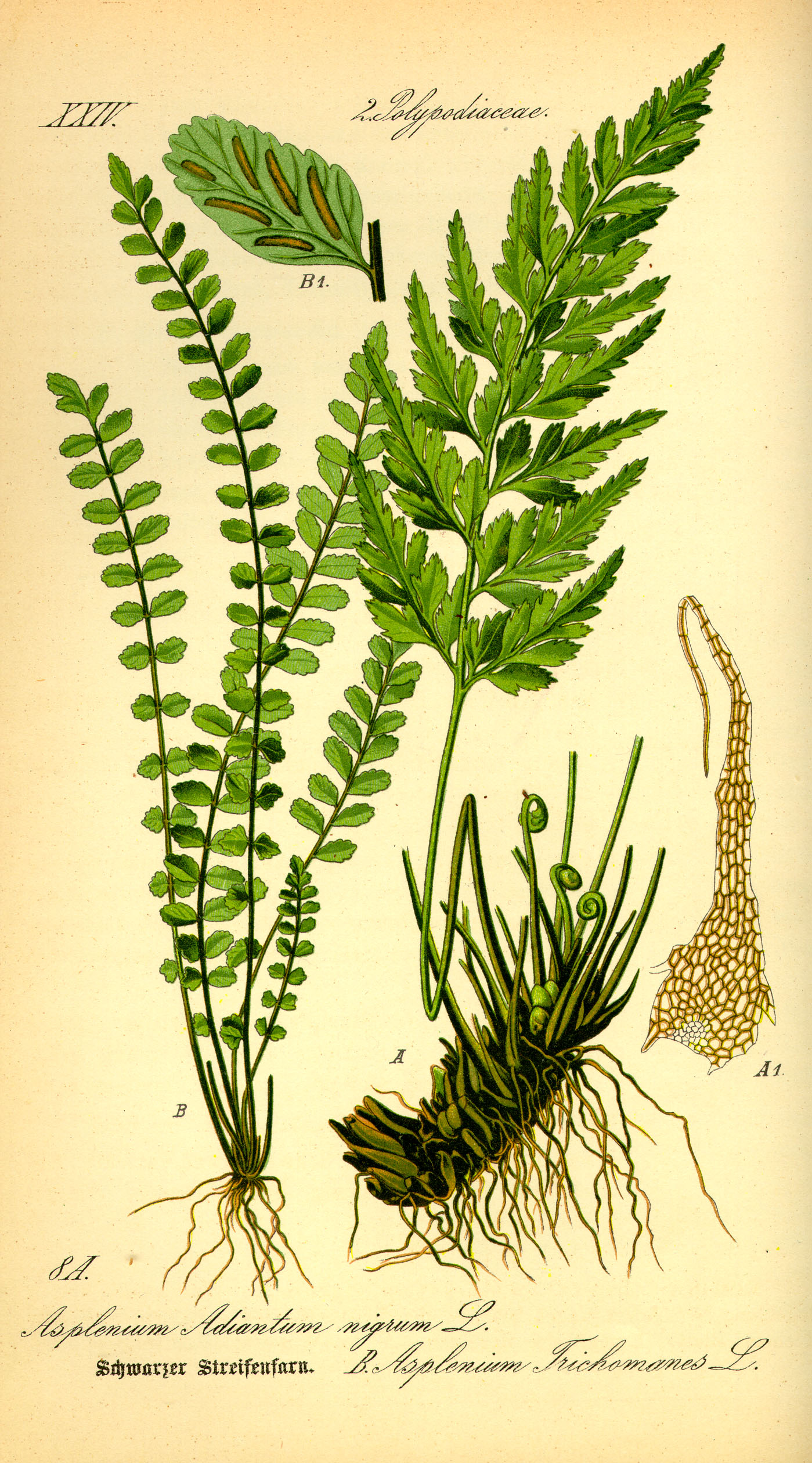
Braunstieliger Streifenfarn (Asplenium trichomanes L.)
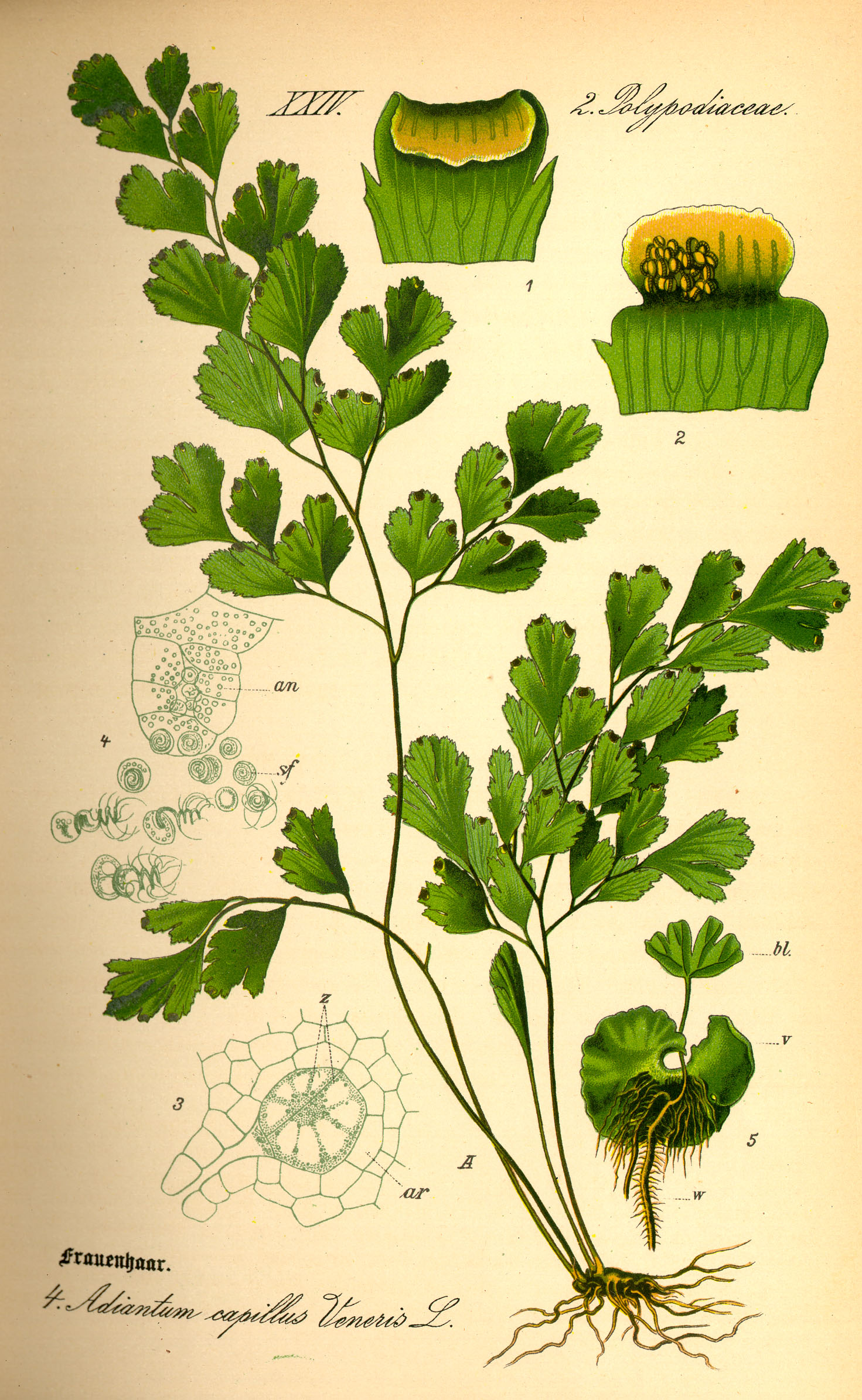
Gewöhnlicher Frauenhaarfarn (Adiantum capillus-veneris L.)
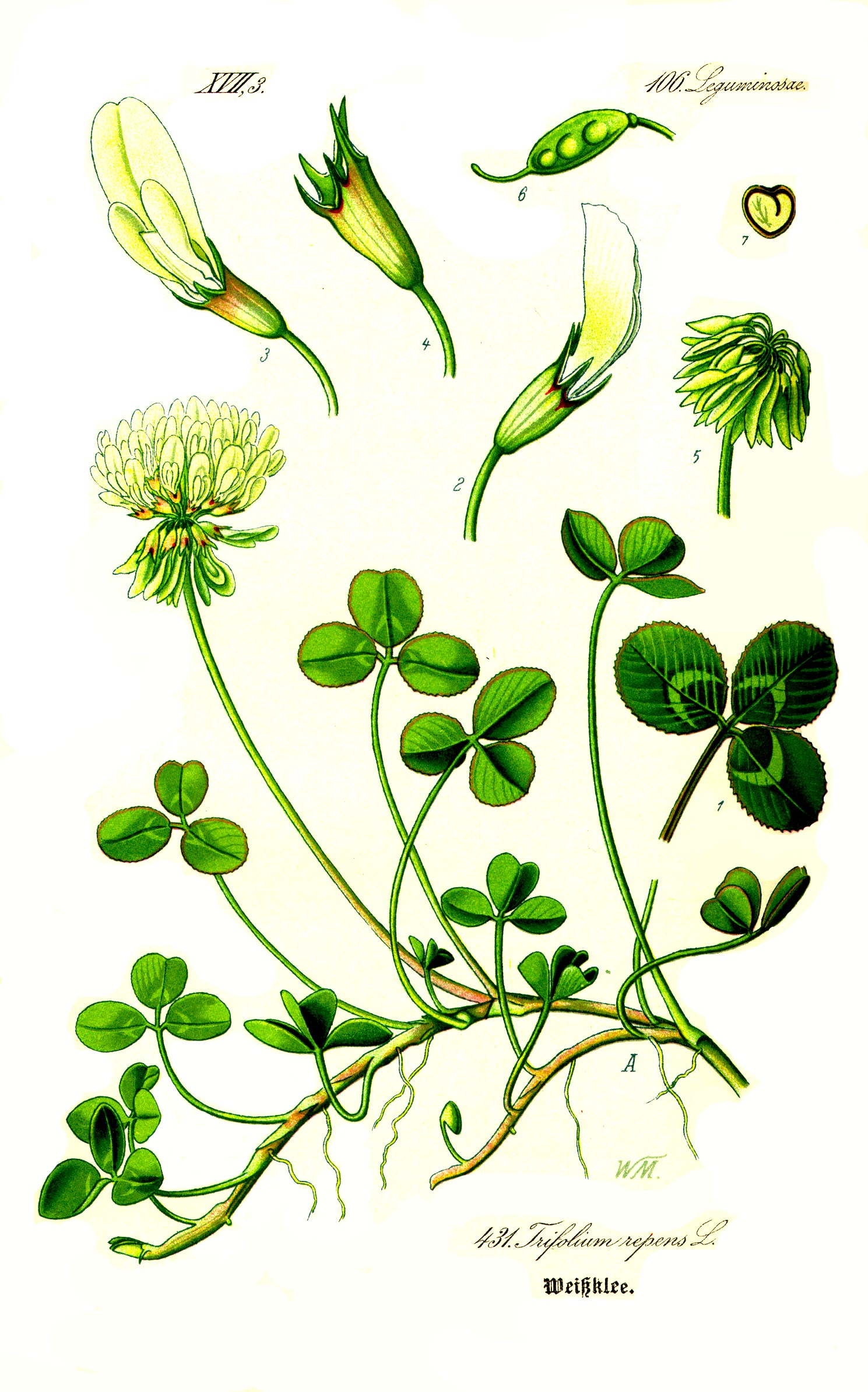
Weißklee (Trifolium repens L.)